# صفوان بن إدريس
صفوان بن إدريس أو أبو بحر التجيبي (1164/6–1202)، اسمه الكامل أبو بحر صفوان بن إدريس بن إبراهيم بن عبد الرحمن بن عيسى بن إدريس التجيبي المرسي الكاتب، كان محدثًا مسلمًا وأديبًا من الأندلس (إسبانيا) كتب الشعر باللغة العربية في عهد الموحدين.

## حياته
وُلِد صفوان في مرسية (ومن هنا جاءت نسبة المرسي) لعائلة محلية بارزة، بنو إدريس. وُلِد بين عامي 1164 و1166،  ربما بعد معركة فحص الجلاب في 15 تشرين الأول 1165. بدأ كتابة الشعر وهو لا يزال طفلًا. الكثير مما نعرفه عن عائلته يأتي من كتابه "زاد المسافرين". ويذكر أنه درس على يد والده أبي يحيى، وعلى يد قريب آخر له وهو القاضي أبي القاسم بن إدريس. وقد علمه أبو العباس بن معاذ صحيح مسلم، وأجازه ابن بشكوال وهو في السابعة عشرة من عمره. ودرس أيضًا على يد العالم المرسي البارز أبو القاسم بن حبيش؛ وعلى يد أبو الوليد بن رشد، جد الفيلسوف الشهير ابن رشد؛ وعلى يد الوزير أبي رجال بن غلبون.
وذكر صفوان في الزاد قائمة بمعلميه الآخرين: أبو بكر بن مغاوير، أبو الحسن بن القاسم، أبو عبد الله بن حميد، أبو محمد بن عبيد الله الحجري، أبو محمد بن حوط. الله وابن عيشون. إلى جانب الشعر والحديث ، كان صفوان يُعتبر خبيرًا في الأدب. وكان أقرب أصدقائه أبو محمد بن حامد (توفي سنة 1223/4)، وزير الخليفة العادل. وكان أشهر تلاميذه أبو الربيع بن سالم الكلائي.
وبحسب سيرته الذاتية، سافر صفوان إلى مراكش بحثًا عن الرعاية. كتب مديحًا للخليفة الموحدي المنصور على أمل أن يكسب ما يكفي من المال لمهر ابنته. وعندما فشل في ذلك، قرر أن يكتب المديح فقط في النبي محمد. وبعد ذلك يُروى أن المنصور رأى النبي في المنام وتحدث نيابة عن صفوان، الذي قام الخليفة على الفور بمعالجة صعوباته المالية. مع أن صفوان كان له ابنة في سن الزواج، إلا أنه لم يكن قد بلغ الأربعين من عمره عند وفاته. توفي في مرسية في 8 أو 9 تموز 1202 ودُفن بجوار مسجد الجرف. وقد صلى عليه والده في جنازته.

## كتاباته
كتب صفوان ما لا يقل عن ثلاثة عشر عملًا.  وتشمل هذه:
1. كتاب الرحلة [1]
2. بدايات المحافظ وعجالات المستوفيات، مختارات من مؤلفاته نثرًا وشعرًا[1]
3. زاد المسافرين وغُرّة مُحيى الأدب السفير، مختارات تتضمن سيرة ذاتية لشعراء الأندلس والمغرب في القرن الثاني عشر، تُكمل أعمال ابن خاقان وابن الإمام الشلبي.[1][5] كان له تأثير على تحفة القديم لابن الأبار ومصدر لكتاب راية المُبرزين لابن سعيد المغربي، الذي تضمن سيرة صفوان.[1]
4. ومن بين رسائله الباقية رسائل إلى القاضي أبي القاسم بن باقي والأمير عبد الرحمن بن يوسف بن عبد المؤمن بن علي. كما حافظ على مراسلات مع الشاعر محمد بن إدريس بن مرج الكحل.[1] العديد من رسائله محفوظة في مجموعة أحمد البلوي، العطاء الجزيل.[6]
5. اقتبس مؤرخو سيرته مختارات من شعره (ديوان). ومن أشهرها مراثيه التي رثى فيها الإمام الحسين بن علي وآل بيت النبي محمد.[1]

## ملحوظات
1. 1 2 3 4 5 6 7 8 9 10 11 12 13  Fierro 1995.
2. 1 2 3  FITEA 2017.
3. 1 2  Alubudi 1993–1994، صفحة 211.
4. 1 2 3  Alubudi 1993–1994، صفحة 212.
5. ↑  Castro León 2020، صفحة 407.
6. ↑  Alubudi 1993–1994، صفحة 213.